# 小拉伯河
48°54′43″N 12°30′26″E / 48.91194°N 12.50722°E
小拉伯河（德語：Kleine Laber），是德国巴伐利亚州的一条河流。Kleine Laber 进入 Große Laber，后者进入多瑙河。位於該國東南部，由巴伐利亞負責管轄，屬於大拉伯河的支流，河道全長65公里，流域面積432.5平方公里，發源自普費芬豪森。